# هاري ريكاردو
كان السير هنري رالف «هاري» ريكاردو (26 يناير 1885-18 مايو 1974) أحد أشهر مصممي المحركات والباحثين في السنوات الأولى من تطوير محرك الاحتراق الداخلي.
من بين أعماله الأخرى، طور المحركات التي استُخدمت في الدبابات الأولى،  وأشرف على بحث عن فيزياء الاحتراق الداخلي التي قادت إلى استخدام  أرقام الأوكتان. كما كان له دور فعال في تطوير تصميم الصمام الكُمي ‏ للمحرك، واخترع غرفة الدوامة (بالإنجليزية: Swirl chamber)‏ لمحركات الديزل (غرفة الاحتراق الثانوية) التي جعلت محركات الديزل مرتفعة السرعة، مجدية اقتصاديا.

## نشأته
وُلد هاري ريكاردو في عام 1885 في ميدان بيدفورد في لندن. وكان الأكبر من بين ثلاثة أطفال، والابن الوحيد للمعماري هالسي ريكاردو ‏ وزوجته كاثيرين جان، ابنة المهندس المدني السير أليكسندر ميادوس رينديل ‏.
كان هاري ينحدر من أخ خبير في الاقتصاد السياسي الشهير ديفيد ريكاردو، يهودي سفاردي برتغالي المنشأ (وهكذا أخذ اسمه الاخير). كان هاري أحد أوائل الناس الذين رأوا سيارة في انجلترا، عندما اشترى جده واحده في عام 1898. كان ريكاردو من عائلة ثرية لحد ما، وتعلم في مدرسة الرجبي ‏.
في أكتوبر 1903، انضم ريكاردو لكلية الثالوث في كامبريدج كطالب بالهندسة المدنية وكان ريكاردو يستخدم الأدوات وينشأ المحركات منذ ان كان بعمر العاشرة.

## زواجه
في عام 1911 تزوج ريكاردو من بياترث بيرثا هالي، طالبة الفنون بمدرسة سليد للفنون ‏ في لندن وكان والدها تشارلز بوديتش هالي، طبيب عائلة ريكاردو. انجبوا ثلاثة أطفال وقضوا معظم حياتهم في لانسنج وإدبيرتون في غرب ساسكس.

## محركات السيارات
في عام 1904، في نهاية عامه الأول في كامبريدج، قرر ريكاردو دخول مسابقة نادي سيارات الجامعة، وكانت المسابقة عبارة عن تصميم أله تستطيع السفر لأبعد ما يمكن باستخدام 1.14 لتر فقط من البنزين. كان محرك ريكاردو يتكون من أسطوانة واحدة، وكان الأثقل بين المحركات المشتركة، لكن دراجته النارية فازت بالسباق بقطعها لمسافة 40 ميل (64 كم). بعد ذلك، أُقنع ريكاردو بالانضمام لأستاذ الالات الأنظمة الميكانيكية والميكانيكا التطبيقية، بيرترام هوبكينسون ‏، للعمل على بحث في أداء المحرك. 
و في عام 1906، حصل على شهادة التخرج لكنه قضى عاما اخر في كامبريدج من أجل البحث.
قال بيرسي كيدنر ثم مساعد المدير العام لشركة فوكسهول، أن ريكاردو كان له دور في تصميم محرك فوكسهول المصمم بواسطة لورنس بوميروي ‏ لتجربة سباق 3000 ميل (3200 كم) في عام 1908. 
قبل التخرج، صمم ريكاردو محرك ثنائي الشوط لدراجة نارية لدراسة تأثير جودة خليط الوقود والهواء على عملية الاحتراق. بعد التخرج، أظهرت شركة السادة لويد وبلايستر، الصغيرة، اهتماما بتصنيع المحرك.
أنتج ريكاردو تصاميم لحجمين من المحرك، الحجم الأصغر بيع منه 50 محركا حتى عام 1914، حيث توقف الإنتاج بسبب الحرب.
في عام 1909 صمم ريكاردو محرك ثنائي الشوط بسعة 3.3 لترا، لابن عمه رالف ريكاردو الذي أسس شركة صغيرة لتصنيع السيارات، «شركة المحرك ثنائي الشوط»، في شوريهام بجوار البحر. وكان المحرك للاستخدام في سيارة دولفين. كانت السيارات تُصنع جيدا لكنها أصبحت تُكلف أكثر من ثمن بيعها. وحققت الشركة نجاحا أفضل في صناعة المحركات ثنائية الشوط لقوارب الصيد.
في عام 1911، انهارت الشركة وغادر رالف إلى الهند. استمر ريكاردو بتصميم المحركات لمجموعات الإضاءة الكهربية الصغيرة، وأُنتجت بواسطة شركتين حتى عام 1914.

## محركات الدبابات

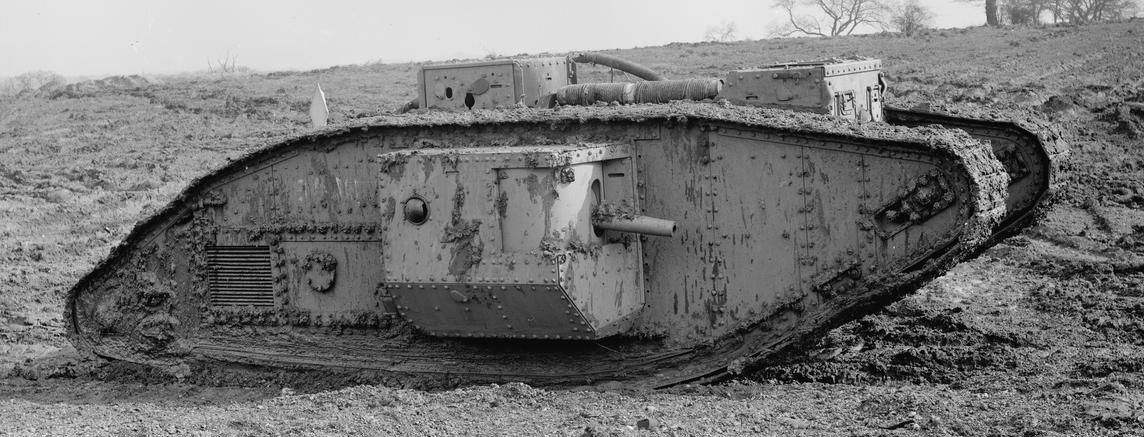
دبابة مارك الخامسة البريطانية

في عام 1915 أنشأ ريكاردو شركة جديدة، «المحركات المخترعة المحدودة»، والتي طورت المحرك الذي استُخدم في النهاية في أول تصميم ناجح لدبابة، والتي كانت الدبابة البريطانية مارك الخامسة. تسبب محرك الصمام القفازي دايملر، الذي استُخدم في دبابة مارك 1،  في تكوين كميات غزيرة من الدخان، مما أوقف استخدامه بسهولة. 
طُلب من ريكادرو بالنظر في مشكلة تقليل دخان غازات العادم، وقرر أنهم في حاجة لمحرك جديد.
كانت الشركات الموجودة آنذاك قادرة على تولي مهمة تصنيع المحرك لكن ليس تصميمه، لذلك قام ريكاردو بتصميم المحرك بنفسه. بالإضافة لخفض انبعاثات الدخان، وكان المحرك الجديد أكثر قدرة من المحركات الموجودة. أنتج المحرك الجديد المكون من 6 أسطوانات، قدرة بلغت 150 حصانا (110 كيلو وات)، مقارنة بالقدرة السابقة 105 حصان، ثم ارتفعت قدرته بعد التعديلات إلى 225 حصان (168 كيلو وات) و260 حصان (190 كيلو وات)، وبحلول أبريل 1917، كان يتم إنتاج 100 محرك أسبوعيا.
استُخدم أكثر من 8000 محرك ريكاردو للدبابات في الخدمة العسكرية، ليصبح بذلك أول محرك بريطاني التصميم، يتم إنتاجه بأعداد كبيرة.
استخدمت كل من دبابة مارك 9، والطراز البريطاني من دبابة مارك 8، محرك ريكاردو. بالإضافة لاستخدام محرك ريكاردو في الدبابات، استُخدمت العديد من مئات المحركات البالغة قدرتها 150 حصان (110 كيلو وات) في فرنسا، لتوفير الطاقة والإضاءة للورش الرئيسية،  و المستشفيات،  و المعسكرات...إلخ.

## محركات الطائرات

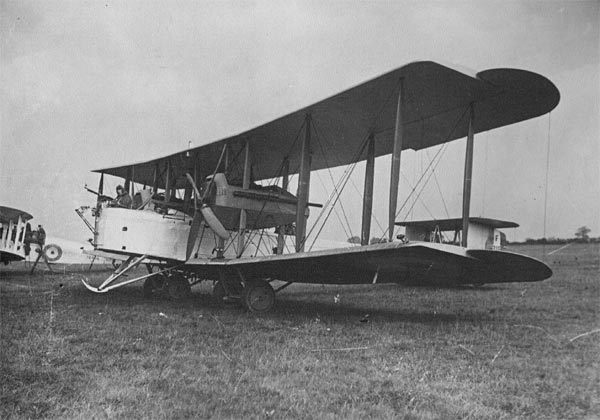
قاذفة القنابل فيكرز ميمي

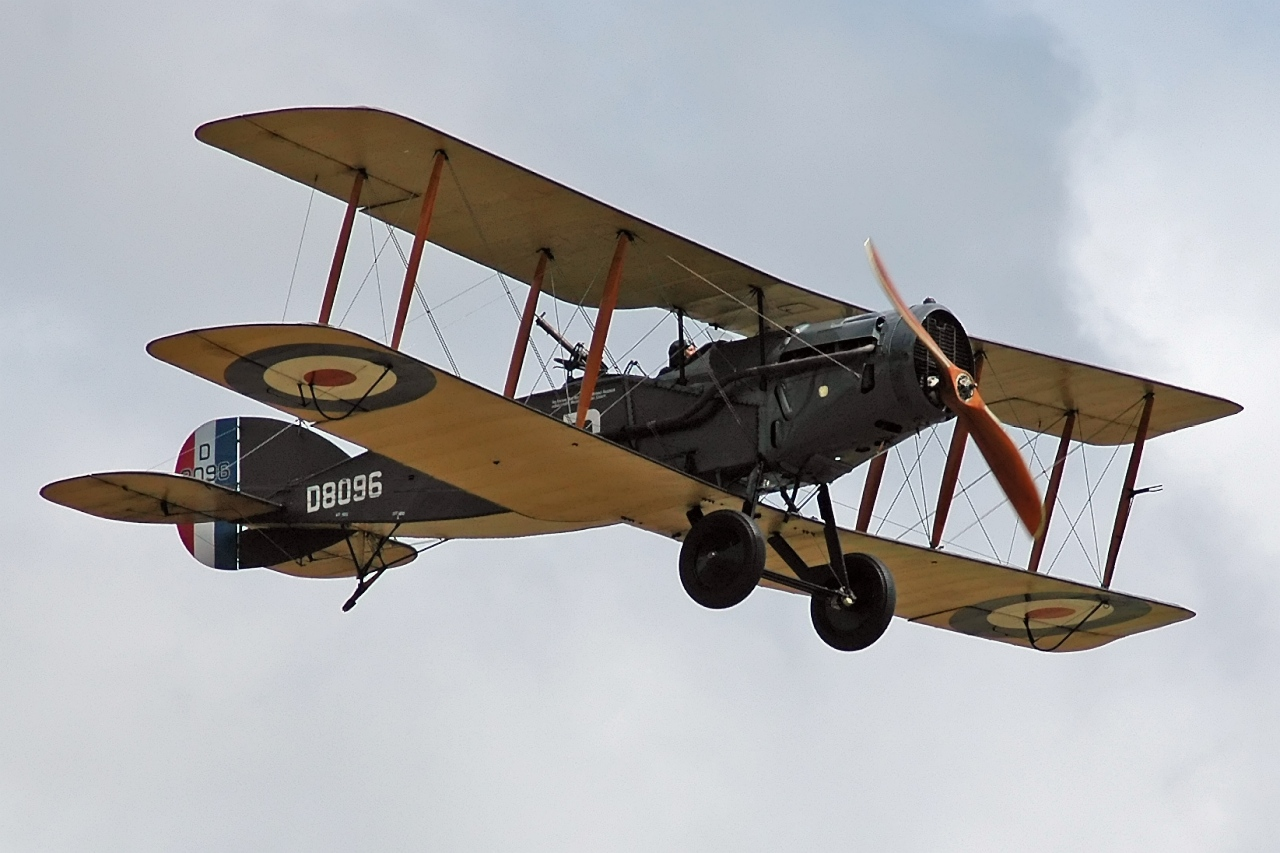
بريستول إف 2 المقاتلة

في عام 1917، دُعي ريكاردو من قبل مستشاره السابق، بيرترام هوبكينسون ‏، الذي أصبح المدير التقني في وزارة الطيران ‏، لينضم لمنشأة البحث عن المحرك الجديد في قسم الطيران العسكري، الذي أُطلق عليه بعد ذلك مؤسسة الطائرات الملكية ‏. في عام 1918، قُتل هوبكينسون بينما كان يحلق بطائرة بريستول المقاتلة، وأخذ ريكاردو محله في الوظيفة.
منذ ذلك الوقت، أنتج القسم سلسلة من المحركات التجريبية والتقارير البحثية، التي قادت صناعة المحركات البريطانية والعالمية.
واحدة من أول المشاريع البحثية الرئيسية لريكاردو، كانت عن مشاكل الاحتراق غير المنتظم، المعروف بالطرق أو الطقطقة. لدراسة المشكلة أنشأ محرك اختبار فريد من نوعه، حيث كان متغير الانضغاط. وقد أدى هذا إلى تطوير نظام رقم الأوكتان للوقود، والاستثمارات الكبيرة في هذا النظام لتطوير الاضافات وأنظمة التكرير. أدى الانخفاض الهائل في استخدام الوقود نتيجة ارتفاع اوكتان الوقود بالسماح لألكوك وبراون ‏ بالطيران إلى المحيط الأطلسي في طائرتهم القاذفة للقنابل فيكرز ميمي التي تأقلمت مع تعديلات ريكاردو 

## تطورات في تصميم المحرك

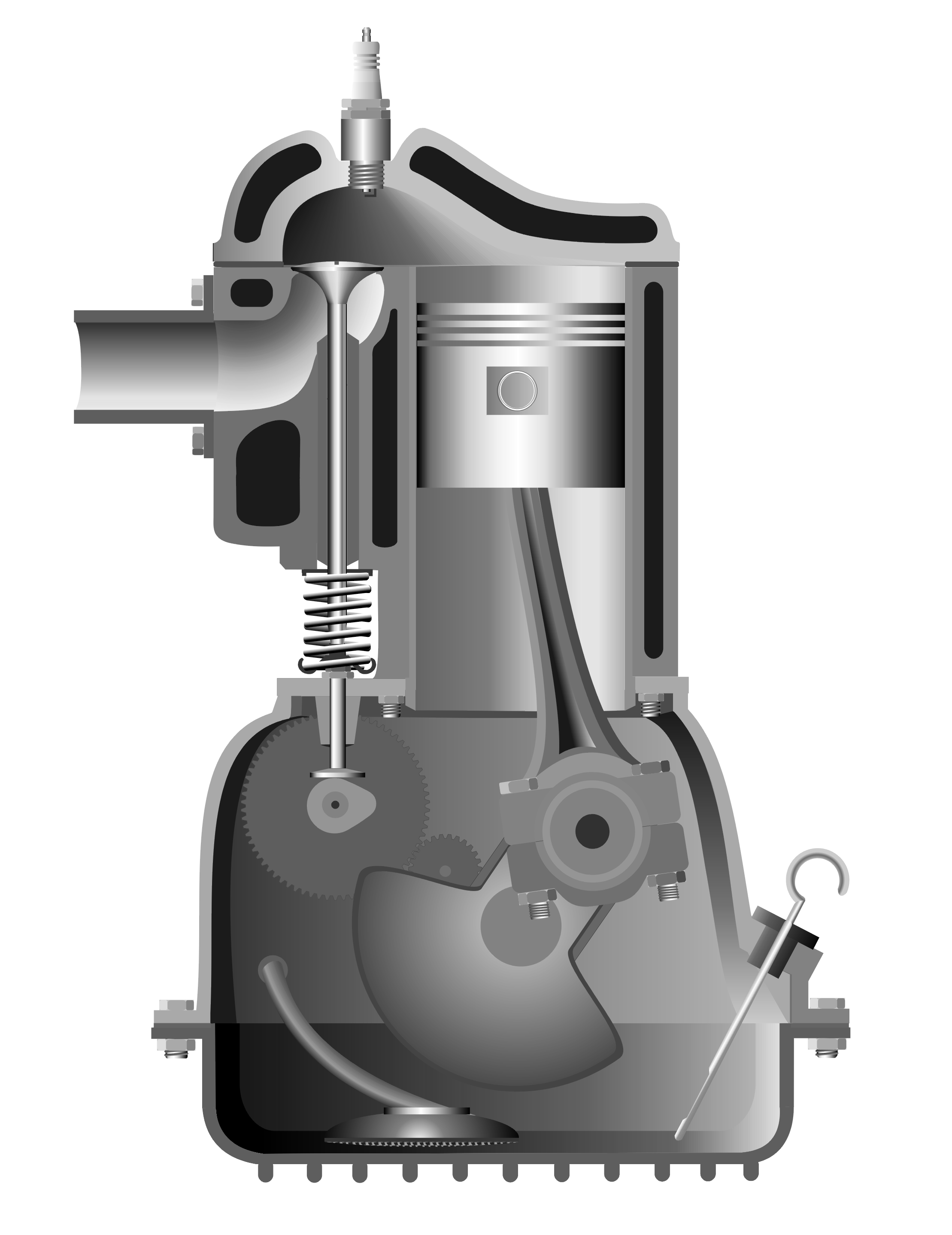
مقطع جانبي لمحرك بصمام، مزود برأس أسطوانة ريكاردو التي تقلل اضطراب الغاز

في عام 1919  كان ريكاردو يدرس الظواهر التي تؤثر على الاحتراق في محرك البنزين ومحرك الديزل. و أدرك أن الاضطراب داخل غرفة الاحتراق يؤدي إلى زيادة سرعة اللهب، وأنه يمكن التغلب على ذلك بتعديل رأس الاسطوانة. كما أدرك أيضا أن جعل غرفة الاحتراق صغيرة بقدر الإمكان، سيقلل المسافة التي يضطر اللهب لقطعها، كما سيقلل من احتمال حدوث التفجير أو الطقطقة.
لاحقا، طور ريكاردو غرفة الحقن الدوامي، التي كانت محاولة لتحقيق حركة منتظمة للهواء في محرك الديزل، كانت الحركة الدوامية تبدأ من خلال مداخل مائلة، وتتحقق بدفع الهواء داخل غرفة أسطوانية صغيرة الحجم. وطور في النهاية، غرفة دوامة الانضغاط لمحركات الديزل (غرفة الاحتراق الثانوية للحقن غير المباشر).
و حقق هذا التصميم حركة دوامية لحظية مع ارتفاع محسوب في الضغط واستهلاك جيد للوقود.
أُطلق على تصميم غرفة دوامة الانضغاط،  تصميم «المُذَنب» (سُجلت براءة اختراعها في عام 1931)، وتم ترخيص استخدامها لعدد كبير من الشركات، للاستخدام في الشاحنات، والحافلات، والجرارات، والرافعات، بالإضافة إلى السيارات الخاصة وسيارات الأجرة.
كما استُخدمت غرفة الاحتراق «المُذَنب» في أول حافلات الديزل لشركة المعدات المترابطة ‏ في عام 1931، بواسطة شركة لندن للحافلات العامة ‏، ولاحقا بواسطة جزء من مجلس مواصلات لندن/مواصلات لندن ‏.
ميز التطوير التالي للغرفة لتُستخدم في أول إنتاج عالمي كبير لسيارة ديزل للركاب، سيارة سيتروين روزالي ‏ في عام 1934. وهذا يعني أن بريطانيا قادت العالم في مجال سيارات الديزل عالية السرعة للمواصلات في ذلك الوقت. وفقدت بريطانيا هذه الميزة بسبب الضرائب الكثيرة التي فُرضت على وقود الديزل في ميزانية عام 1938.
صمم ريكاردو محرك فوكسهول تي.تي، في عام 1921. هذا المحرك الذي وصفه سيسيل كلاتون في رياضة السيارات، بانه حيلة ما (نظرا لقوته). في سباق عام 1922، استخدم جان تشانسي محرك تي تي أو.باين في سيارة جراند بريكس صن بيم 1921 ‏، وحصد المركز الثالث. طُور المحرك لاحقا بواسطة رايموند مايس ‏ وأمهيرست فيليرس ‏، وتم تزويده بشاحن عنفي، وظل المحرك يفوز في السباقات للخمسين عاما التالية.
في عام 1922 و1923 نشر ريكاردو مجلدين بعنوان «محرك الاحتراق الداخلي».
في عام 1927 أسس ريكاردو شركة ريكاردو للاستشارات الهندسية ‏ (المعروفة الآن باسم شركة ريكاردو العالمية المحدودة) في شوريهام بجانب البحر، والتي أصبحت  أحد أهم الشركات الاستشارية في مجال السيارات في العالم وانضمت للمساهمة العامة ‏ في سوق لندن للأوراق المالية.
على الرغم أن ريكاردو لم يخترع الصمام الكُمي ‏، إلا انه نشر ورقة بحثية في عام 1927، تحدد مميزات الصمام الكُمي، وتشير إلى أن محركات الصمام القفازي لن تكون قادرة على إنتاج قدرة أكثر من 1500 حصان (1100 كيلو وات). طُورت عدد من محركات الطائرات بفضل لهذه الورقة البحثية، بواسطة نابير، وبريستول،  و رولز رويس. أنتجت بريستول محركات بيرسيوس، وهيركليز، وتورس، وسينتاورس، وأنتجت نابير محرك نابير سابر ‏، وأنتجت رولز رويس محركات إيجل وكريسي، جميعهم استخدموا صمامات الكُم.
في عام 1929 انتُخب ريكاردو زميلا في الجمعية الملكية.

## الحرب العالمية الثانية
كان لعمل ريكاردو على الصمام الكُمي أثرا في تطوير محركات الطائرات في الثلاثينيات أثناء الحرب. ولقد طور حتى المحرك الشهير رولز رويس ميرلين في طائرة موسيكتو، بتزويده نظام لتغذيته بالأكسجين لتحسين أدائه.
أثرت أعمال ريكاردو في جميع أنحاء العالم. بينما وفر عمل ريكاردو لانجلترا مخزون من الوقود عن أي وقت مضى، أدت لزيادة الطاقة أثناء عام 1930، كما ساعد عمله أيضا ألمانيا على تطوير وقود طيران صناعي عالي الأوكتان، استُخدم على سبيل المثال في طائرة فوك وولف فو 140 التي  سببت خسائر كبيرة بين طائرات سوبر مارين سبتفاير التابعة للفيلق الجوي الملكي في عام 1942. كما استُغل بحث ريكاردو عن تثبيط عملية التفجير أو الطقطقة من خلال حقن المياه، بواسطة مهندسين ألمان (إم دبيو 50 ‏)، لتزويد محركات طائراتهم بمقدار خاص من القدرة لحالات الطوارئ. وفي خلال 1941-1945 كان ريكاردو عضوا في اللجنة الاستشارية الهندسية لمجلس وزراء الحرب.
ساعد أيضا ريكاردو في تصميم غرف الاحتراق وأنظمة وقود المحرك النفاث للسير فرانك ويتل.

## فترة ما بعد الحرب
في عام 1944 انتُخِب ريكاردو رئيسا لمعهد المهندسين الميكانيكيين. وفي عام 1945 انتقل ريكاردو وزوجته من شوريهام إلى جرافهام، في غرب ساسكس أيضا. وفي 1948، مُنح ريكاردو وسام الفروسية تقديرا لجهوده في مجال هندسة الاحتراق الداخلي.
في عام 1964 تقاعد ريكاردو عن ممارسة عمله في شركة ريكاردو للاستشارات الهندسية، لكنه بقى على اتصال مع مهندسين مختلفين في الشركة.
في عام 1947، عند وبعمر 89 عاما، تعرض ريكاردو لاصابة في الحوض، في الخريف. توفى بعدها بست أسابيع، في 18 مايو.

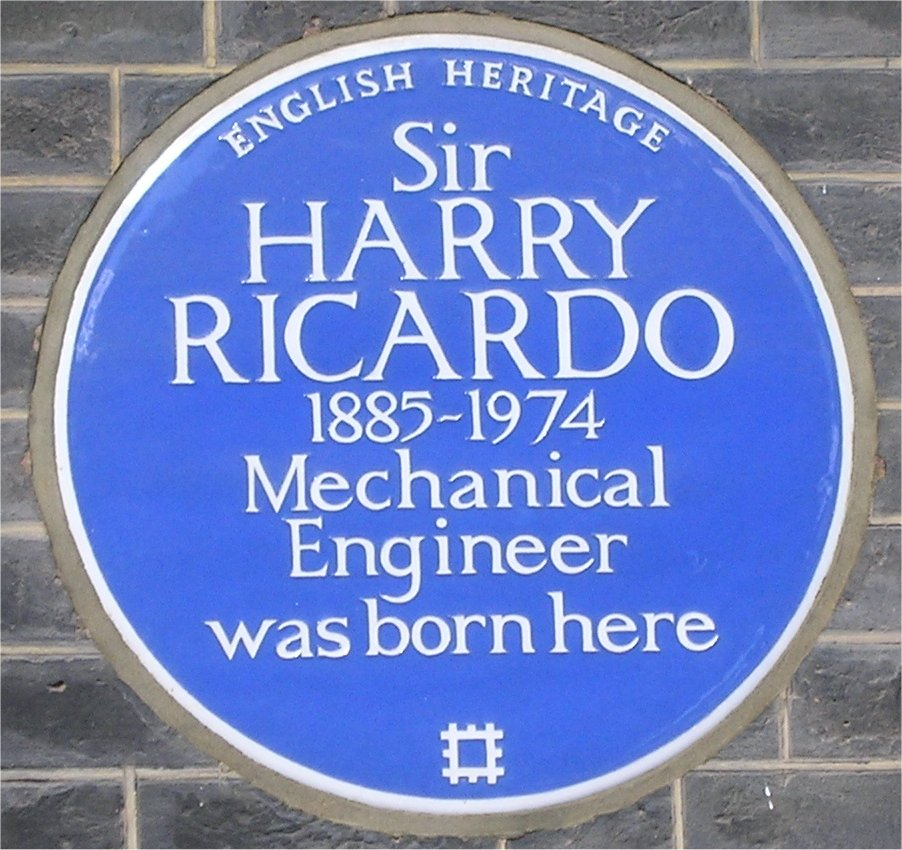
لوحة زرقاء على منزل ريكاردو، في 13 ميدان بيدفورد، لندن.

في 16 يونيو 2005، وُضعت لوحة زرقاء (اللوحة الزرقاء: علامة تُوضع في بريطانيا خارج مكان ما لاحياء ذكرى شخص مشهور) خارج المنزل الذي وُلد فيه ريكاردو، في ميدان بيدفورد ‏، في لندن.
في 1 يوليو 2010، منح معهد المهندسين الميكانيكيين جائزة تراث الهندسة للسير هاري ريكاردو، تقديرا لحياته وعمله كأحد أهم المهندسين في القرن العشرين.
في ساحة العرض لشركة ريكاردو العالمية المحدودة، تُعرض لوحة تراث الهندسة على أول محرك احتراق داخلي صممه وصنعه ريكاردو، عندما كان طالبا بالمدرسة.

## ريكاردو للاستشارات الهندسية (الآن ريكاردو العالمية المحدودة)
خلال عام 1960 بدأت الشركة مرحلة تطوير ثانية لنظام المُذَنب (نظام الحقن غير المباشر)، وهي مسلحة الآن بأجهزة اختبار أفضل.
استُخدم التصميم المكرر سريعا في العديد من التطبيقات المتنوعة، من ضمنها السيارات، وسيارات الأجرة، والحافلات، والمحركات الصناعية، ومعدات تحريك التربة، والرافعات والبحرية قبل أن تُستبدل نهائيا بأنظمة حقن مباشر أكثر كفاءة، وهي التي تُستخدم الآن في معظم محركات الديزل.
في عام 1978، تعاقدت وزارة الطاقة الأمريكية مع شركة ريكاردو الاستشارية، للبحث في امكانية استخدام محرك ستيرلينج كمحرك سيارة. أُنتج 45 محركا للاختبار، وأظهروا انبعاثات منخفضة لكن الكفاءة انخفضت عن الحد المرغوب به، نظرا للحاجة للعمل عند ظروف عابرة، فقد كان التصميم يعمل بأفضل حالته عند سرعة واحده، مما يجعله غير عملي ليصبح محرك سيارة.
في عام 1985، كانت فوياجر أول طائرة تطير حول العالم بدون توقف وبدون إعادة التزود بالوقود. حيث أعادت شركة ريكاردو الاستشارية تصميم محرك كونتينينتل ‏ بشكل اخر، ليحتوي على نظام احتراق عالي الكفاءة وتبريد بالمياه، وبالتالي خفضت من قيمة احتكاك السحب وحسنت استهلاك الوقود بشكل كبير.
عمل ريكاردو على محركات الاشعال بالشرارة، خلال حياته المهنية، وشملت ريادته للعمل على محركات البنزين ذات الحقن المباشر، لمحركات الطائرات في عام 1930، لكن أفضل عمل معروف له، كان تطوير محركات ديزل عالية السرعة، خصوصا للسيارات.
كان ريكاردو مسئولا عن تصميم غرفة احتراق لأول محركات ديزل لسيارة أُنتجت بكميات لصالح سيتروين روزالي، في منتصف الثلاثينيات.
لاحقا، استُخدمت طرازات متنوعة  من غرفة الاحتراق الثانوية «المُذَنب» في جميع محركات الديزل للسيارات تقريبا، وذلك على مدى 6 عقود حتى متصف 1990. وظلت غرفة«المُذَنب» أحد أهم أعمال ريكاردو في هندسة السيارات.
تُستخدم اليوم محركات الشحنة المتراصة ‏ (نوع من المحركات الاحتراق الداخلي يُحقن فيه الوقود داخل الأسطوانة قبل الإشعال) في سوق السيارات. ظهرت تكنولوجيا الشحنة المتراصة مؤخرا، نتيجة التقدم في التصنيع والالكترونيات، لكنها كان ميزة المحرك الأول لهاري ريكاردو، الذي صنعه عندما كان بعمر العاشرة، في السنوات الأولى من القرن العشرين.

## وصلات خارجية
- مختبرات السير هاري ريكاردو في جامعة برايتون
- وصف السير هاري ريكاردو للاحتراق في محركات الديزل
- ريكاردو العالمية المحدودة
- نظم SRH
- معرض ريكاردو في قسم الهندسة بجامعة كامبريدج
- وصف موجز لبعض أعمال السير هاري ريكاردو